# Curcuma amarissima
Curcuma amarissima är en enhjärtbladig växtart som beskrevs av William Roscoe. Curcuma amarissima ingår i släktet Curcuma och familjen Zingiberaceae. Inga underarter finns listade i Catalogue of Life.